# Dél-afrikai strucc
A dél-afrikai strucc - egyéb nevein feketenyakú strucc, fokföldi strucc és déli strucc - (Struthio camelus australis) a közönséges strucc Dél-Afrikában élő alfaja. Húsáért, tojásáért és tollaiért széleskörben tenyésztik.

## Elterjedése
A dél-afrikai strucc Angola, Botswana, Dél-afrikai Köztársaság, Namíbia, Zambia és Zimbabwe területén található meg. A Zambézi és a Cunene folyóktól délre él.

## Megjelenése

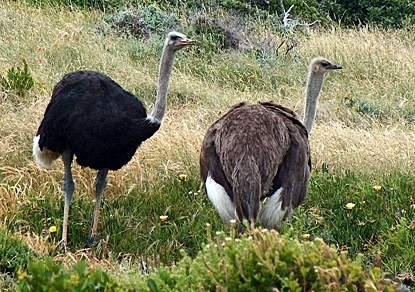

A közönséges strucc többi alfajától megkülönbözteti szürkeszínű nyaka és lábai, amik mindkét nemnél ugyanígy megfigyelhetőek, eltérően a többi alfaj ezen testrészeinek vöröses színétől.

## Gazdasági jelentősége
Ezen alfaj tollait hasznosítják a legnagyobb mértékben. A strucctoll hasznosítása nagyon megtérülő iparág Afrika számos országában, ezért csak a tollaiért vadásznak rá. Különösen a kakasok tolla értékes a csillogó fekete szín miatt.

## Fordítás
- Ez a szócikk részben vagy egészben  a   South African ostrich című angol Wikipédia-szócikk fordításán alapul.  Az eredeti cikk szerkesztőit annak laptörténete sorolja fel. Ez a jelzés csupán a megfogalmazás eredetét és a szerzői jogokat jelzi, nem szolgál a cikkben szereplő információk forrásmegjelöléseként.
- Ez a szócikk részben vagy egészben  a   Struthio camelus australis című spanyol Wikipédia-szócikk fordításán alapul.  Az eredeti cikk szerkesztőit annak laptörténete sorolja fel. Ez a jelzés csupán a megfogalmazás eredetét és a szerzői jogokat jelzi, nem szolgál a cikkben szereplő információk forrásmegjelöléseként.